# Japán női kézilabda-válogatott
A japán női kézilabda-válogatott Japán nemzeti csapata, amelyet a Japán Kézilabda-szövetség irányít. A legjobb helyezésük világbajnokságon egy hetedik helyezés. Nyári olimpiára eddig kétszer jutottak ki, 1976-ban ötödikek lettek, a 2020-as hazai olimpián pedig tizenkettedikek.

## Részvételei

### Nyári olimpiai játékok
- 1976 : 5. hely
- 1980–2016: Nem jutott ki
- 2020: 12. hely

### Világbajnokság
- 1962: 9. hely
- 1965: 7. hely
- 1971: 9. hely
- 1973: 10. hely
- 1975: 10. hely
- 1986: 14. hely
- 1995: 13–16. hely
- 1997: 17. hely
- 1999: 17. hely
- 2001: 20. hely
- 2003: 16. hely
- 2005: 18. hely
- 2007: 19. hely
- 2009: 16. hely
- 2011: 14. hely
- 2013: 14. hely
- 2015: 19. hely
- 2017: 16. hely
- 2019: 10. hely
- 2021: 11. hely
- 2023: 17. hely

### Ázsia-bajnokság
- 1987:  Bronz
- 1989:  Bronz
- 1991:  Ezüst
- 1993: 4. hely
- 1995:  Bronz
- 1997:  Bronz
- 1999:  Bronz
- 2000:  Ezüst
- 2002: 4. hely
- 2004:  Arany
- 2006:  Bronz
- 2008:  Bronz
- 2010: 4. hely
- 2012:  Bronz
- 2015:  Ezüst
- 2017:  Ezüst
- 2018:  Ezüst
- 2021:  Ezüst
- 2022:  Ezüst